# Lyon Township (comté de Franklin, Missouri)
Lyon Township est un township du comté de Franklin dans le Missouri, aux États-Unis,.
Le township est fondé en 1866 et baptisé en référence à Nathaniel Lyon, officier durant la guerre de Sécession.

## Source de la traduction
- (en) Cet article est partiellement ou en totalité issu de l’article de Wikipédia en anglais intitulé « Lyon Township, Franklin County, Missouri » (voir la liste des auteurs).